# Olympische Jugend-Sommerspiele 2010/Teilnehmer (Tunesien)
| Gelbes Symbol für Goldmedaillen mit stilisierten Olympischen Ringen | Graues Symbol für Silbermedaillen mit stilisierten Olympischen Ringen | Braundes Symbol für Bronzemedaillen mit stilisierten Olympischen Ringen |
| ------------------------------------------------------------------- | --------------------------------------------------------------------- | ----------------------------------------------------------------------- |
| —                                                                   | —                                                                     | —                                                                       |

Die Jugend-Olympiamannschaft aus Tunesien für die I. Olympischen Jugend-Sommerspiele vom 14. bis 26. August 2010 in Singapur bestand aus 24 Athleten.

## Athleten nach Sportarten

### Gewichtheben
| Mädchen - Oumaima Majri Leichtgewicht: 7. Platz | Jungen - Karem Ben Hnia Bantamgewicht: 8. Platz |

### Kanu
Mädchen
- Afef Ben Ismail
Kajak-Einer Slalom: 14. Platz
Kajak-Einer Sprint: 15. Platz

### Leichtathletik
| Mädchen - Salma Abdelhamid 100 m Hürden: 16. Platz - Abir Barkaoui 400 m Hürden: 12. Platz - Nour Sioud 2000 m Hindernis: DNF (Finale) - Dora Mahfoudhi Stabhochsprung: 12. Platz - Rahma Bouslama Diskuswurf: 13. Platz - Nabiha Gueddah Hammerwurf: 15. Platz - Ameni Ben Salem Speerwurf: 15. Platz | Jungen - Rami Gharsali 110 m Hürden: disqualifiziert (Finale) - Bacem Salhi 2000 m Hindernis: 14. Platz |

### Ringen
| Mädchen - Ikram Gannouni Freistil bis 46 kg: 7. Platz | Jungen - Maher Ghanmi Freistil bis 54 kg: 7. Platz |

### Rudern
Jungen
- Mohamed Fares Laouti
Einer: 18. Platz

### Schwimmen
| Mädchen - Zaineb Khalfallah 50 m Freistil: 19. Platz 100 m Freistil: 13. Platz 200 m Freistil: 14. Platz - Nesrine Khelifati 400 m Freistil: 24. Platz 200 m Schmetterling: 17. Platz 200 m Lagen: 15. Platz | Jungen - Fedy Hannachi 200 m Freistil: 36. Platz 400 m Freistil: 26. Platz - Wassim Elloumi 100 m Brust: 16. Platz 200 m Brust: 16. Platz |

### Segeln
Jungen
- Anis Elmjid
Byte CII: 29. Platz

### Taekwondo
Mädchen
- Rahma Ben Ali
Klasse bis 55 kg: 5. Platz

### Tennis
| Mädchen - Ons Jabeur Einzel: Viertelfinale Doppel: Viertelfinale (mit Cristina Dinu Rumänien) | Jungen - Ahmed Triki Einzel: 21. Platz Doppel: 1. Runde (mit Stefan Micov Nordmazedonien) |

### Tischtennis
Jungen
- Adem Hmam
Einzel: 17. Platz
Mixed: Bronze  (mit Gu Yuting  Volksrepublik China)